# جورج بولين (عالم)
جورج بولين (بالإنجليزية: Jorge Pullin)‏ (من مواليد 1963 في الأرجنتين ) هو عالم امريكي في الفيزياء النظرية في جامعة ولاية لويزيانا، والمعروف عن عمله على الثقب الأسود التصادم و الجاذبية الكمية.

## روابط خارجية
- صفحة بولين الرئيسية.